# MidnightBSD
MidnightBSD (transkr. Midnajt BSD) jest operativni sistem izveden iz FreeBSD-a. Glavni cilj projekta je stvaranje desktop okruženja s grafičkim menadžmentom upravljanja koje je jednostavno za korišćenje i konfiguraciju sistema koristeći GNUstep. Velika većina operativnog sistema će zadržati licencu BSD. Određeni programski paketi će koristiti i druge licence, kao što su X.org, GCC, i GNUstep.

## Spoljašnje veze
- Zvanični sajt
- Viki o MidnightBSD-u
- Klaster za
- Blog za programere